# Sai Buri (huyện)
Sai Buri (tiếng Thái: สายบุรี) là một huyện (amphoe) ở tỉnh Pattani, phía nam Thái Lan.
Người Mã Lai địa phương gọi huyện này là Teluban (Jawi: تلوبن)(cũng là tên của khu vực thành thị duy nhất của huyện này) hay Selindung Bayu (Jawi: سليندوڠ بايو), từ Mã Lai và Sanskrit nghĩa là "nơi trú ẩn mùa đông".

## Địa lý
Các huyện giáp ranh (từ phía đông nam theo chiều kim đồng hồ) là Mai Kaen của tỉnh Pattani, Bacho của tỉnh Narathiwat, Kapho, Thung Yang Daeng và Panare của Pattani. Phía đông là vịnh Thái Lan.

## Hành chính
Huyện này được chia thành 11 phó huyện (tambon), các đơn vị này lại được chia ra thành 64 làng (muban). Taluban là một thị trấn (thesaban tambon), nằm trên toàn bộ tambon Taluban.
| STT | Tên          | Tên tiếng Thái | Số làng | Dân số |  |
| --- | ------------ | -------------- | ------- | ------ |  |
| 1.  | Taluban      | ตะลุบัน          | -       | 13.689 |  |
| 2.  | Tabing       | ตะบิ้ง           | 6       | 5.644  |  |
| 3.  | Pase Yawo    | ปะเสยะวอ       | 7       | 7.497  |  |
| 4.  | Bang Kao     | บางเก่า         | 4       | 2.984  |  |
| 5.  | Bue Re       | บือเระ          | 4       | 2.887  |  |
| 6.  | Tro Bon      | เตราะบอน       | 11      | 7.584  |  |
| 7.  | Kadunong     | กะดุนง          | 8       | 5.013  |  |
| 8.  | Lahan        | ละหาร          | 5       | 4.780  |  |
| 9.  | Manang Dalam | มะนังดาลำ       | 6       | 6.739  |  |
| 10. | Paen         | แป้น            | 8       | 4.474  |  |
| 11. | Thung Khla   | ทุ่งคล้า          | 5       | 1.799  |  |